# The Madonna Collection
The Madonna Collection je trodjelni VHS set američke pjevačice Madonne. Izdan je u lipnju 2000., a sadrži sljedeće naslove: Live – The Virgin Tour, The Immaculate Collection i The Girlie Show – Live Down Under.

## Formati
Album je izdan kao VHS i to samo u Ujedinjenom Kraljevstvu.

## Popis pjesama
Live – The Virgin Tour
1. "Dress You Up"
2. "Holiday"
3. "Into the Groove"
4. "Everybody"
5. "Gambler"
6. "Lucky Star"
7. "Crazy for You"
8. "Over and Over"
9. "Like a Virgin"
10. "Material Girl"

The Immaculate Collection
1. "Lucky Star"
2. "Borderline"
3. "Like a Virgin"
4. "Material Girl"
5. "Papa Don't Preach"
6. "Open Your Heart"
7. "La Isla Bonita"
8. "Like a Prayer"
9. "Express Yourself"
10. "Cherish"
11. "Oh Father"
12. "Vogue"

The Girlie Show – Live Down Under
1. "The Girlie Show Theme"
2. "Erotica"
3. "Fever"
4. "Vogue"
5. "Rain"
6. "Express Yourself"
7. "Deeper and Deeper"
8. "Why's It So Hard"
9. "In This Life"
10. Plesni interludij: "The Beast Within"
11. "Like a Virgin"
12. "Bye Bye Baby"
13. "I'm Going Bananas"
14. "La Isla Bonita"
15. "Holiday"
16. "Justify My Love"
17. "Everybody"